# Cargo
Cargo este o formație rock românească, fondată de chitaristul Adrian Bărar în 1985.

## Biografie

### Începuturi

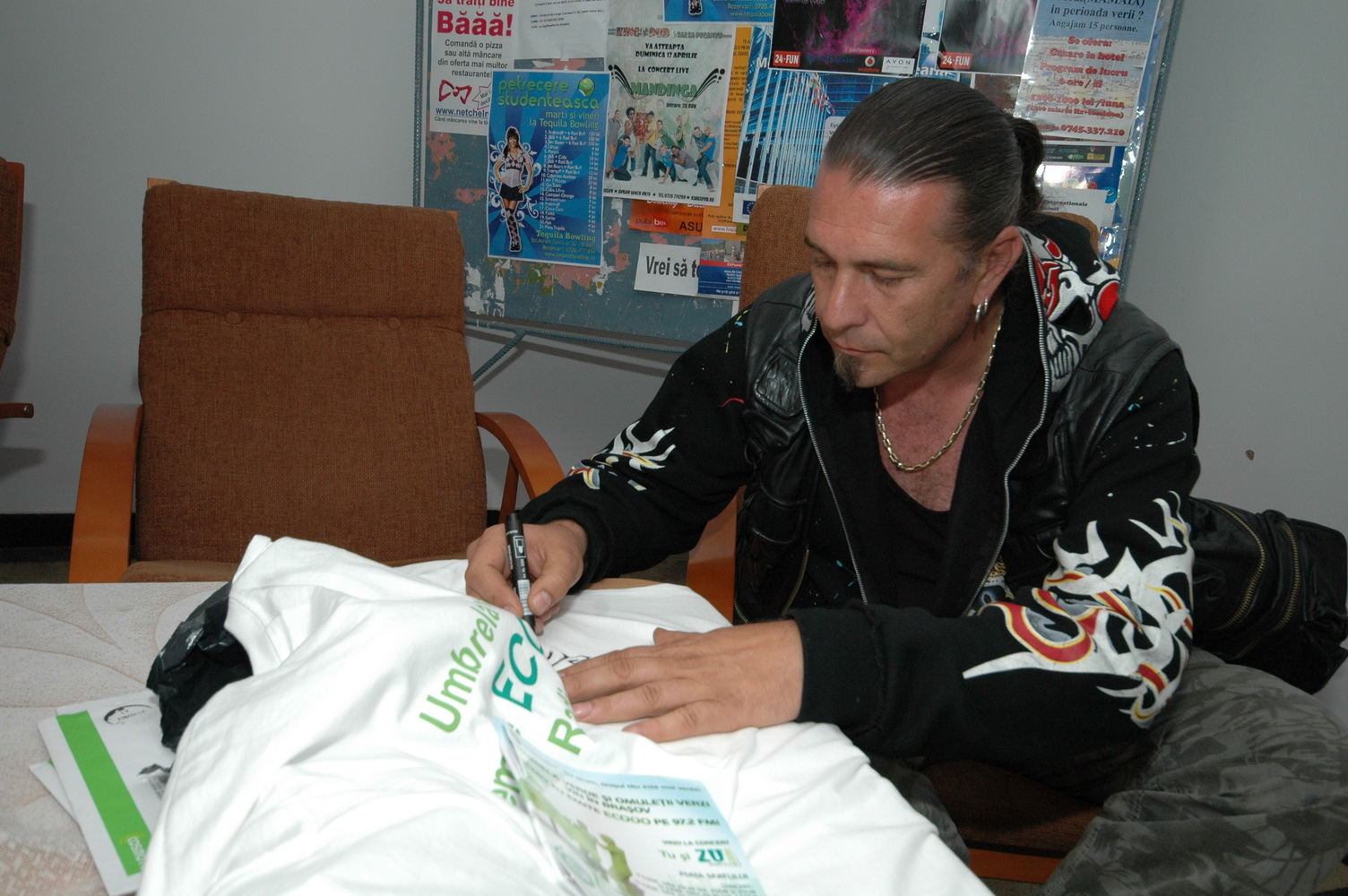
Adrian Bărar

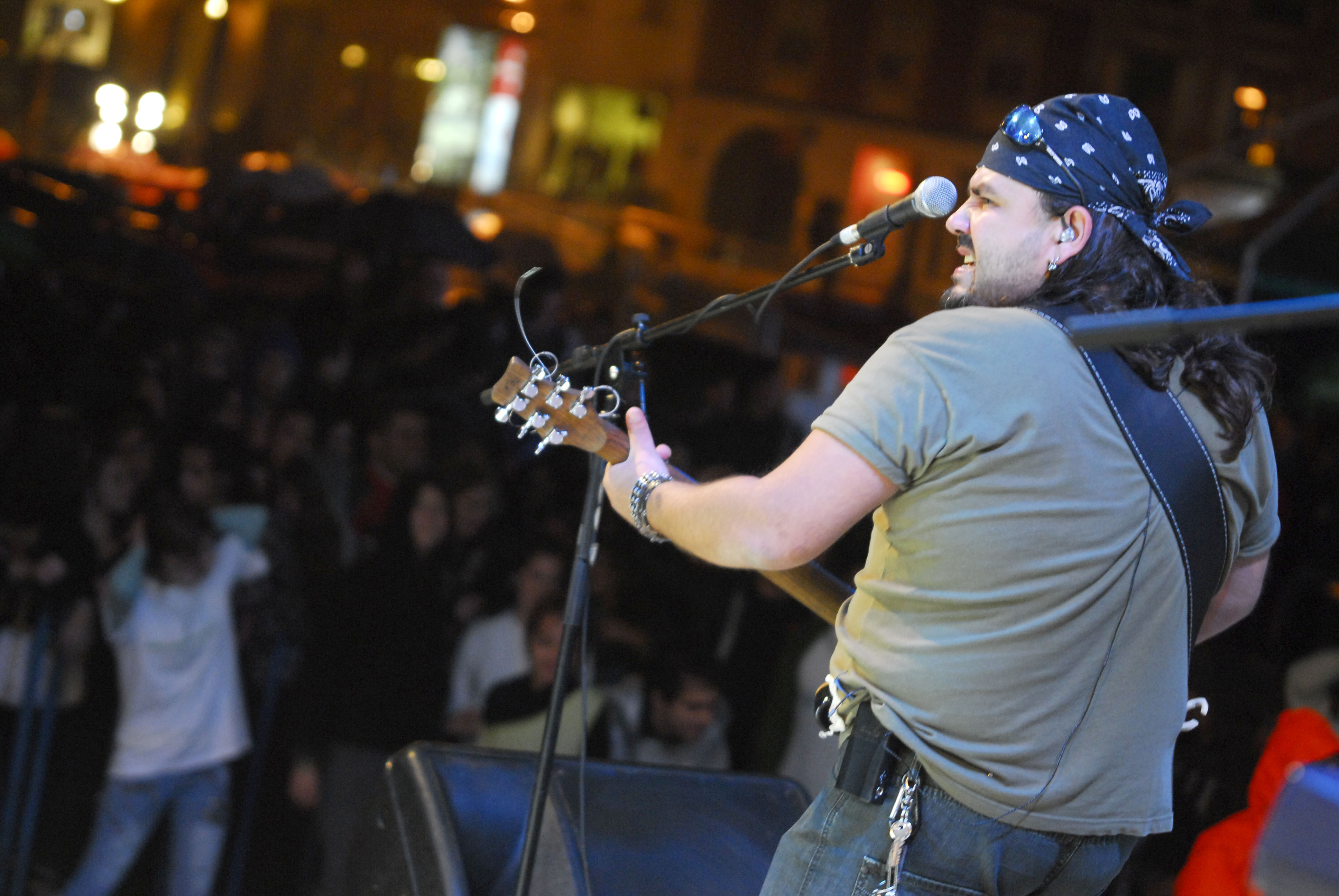
Adrian Igrișan

Trupa ia ființă la Timișoara în data de 27 aprilie 1985, în formula: Carol Bleich (baterie), Octavian Iepan (chitară), Tibi Gajdo (chitară bas), Dinel Tollea (clape), Nae Ionel Tarnotzi (voce) și Adrian Bărar (chitară). 
După mai multe schimbări de componență și înregistrări care nu vor fi lansate niciodată, Leo Iorga este cooptat ca solist, în timp ce trupa începe să cânte prin țară.
În anul 1989, Cargo îl împrumuta pe Iorga pentru un turneu în U.R.S.S. și rămâne definitiv la Compact. Cargo, care îl foloseau pe Mircea Nedelcu ca înlocuitor temporar, organizează un concurs pentru postul de vocalist, fiind descoperit astfel Ovidiu Ioncu, poreclit "Kempes", care venea de la o trupă mică din Arad.
Susțin un turneu pe litoral în anul 1989, unde compun câteva piese, apoi în 1990 în Iugoslavia și Franța, unde înregistrează, alături de Raul Dudnic la chitară bas și Adrian Popescu la chitară armonie, o mare parte din materialul muzical ce urma să devină primul lor disc. Gazdele au editat un disc single conținând piesele "Ana" și "Doi prieteni". În locul lui Kocsef la baterie a fost adus arădeanul Octavian Pilan de la trupa Pacific.

### Primul album și primul accident
Primul album semnat Cargo este lansat în anul 1992. "Povestiri din gară" conține 9 piese, din care una instrumentală. Cargo îl cooptează pe Ramon Radosav la vioară și îl pierd pe Dinel Tollea (care se stabilește în Elveția), în locul căruia vine Cristian Pup.
În luna mai a anului 1995 a apărut al doilea album Cargo, editat și pe CD, denumit "Destin". Ghinionul a lovit din nou trupa; la puțin timp după lansarea albumului, Kempes are un accident de motocicletă, în care este rănit grav.
A urmat apoi un extraordinar concert în semn de solidaritate ce a avut loc la Sala Polivalentă în care alături de Cargo au cântat Mircea Nedelcu, Berti Barbera, Vali Sterian, Iris, Weinberger și alții. După acest concert, Adrian Igrișan (ex-RIFF, poreclit "Baciul") a rămas la Cargo și a ocupat locul de chitarist-armonie, cântând și vocal.
La sfârșitul lui 1997, Ramon Radosav pleacă în SUA, locul lui fiind ocupat de Alin Achim (ex-Amala).
În anul 1998, de Sânziene, vor lansa albumul "Ziua vrăjitoarelor" și o broșură intitulată "Jurnal de bord" cu textele tuturor cântecelor și biografia oficială a trupei. Totodată, Cargo își lansează și noua emblemă, concepută de Leo Cicos, avand în compunere dragonul ("dracon" - stindardul armatei dacilor).
La 10 decembrie 2000, cu prilejul DeFest - 33 de zile de serbări timișorene, Cargo își lansează noul maxi-single intitulat "Bagă-ți mințile-n cap" și "Colinde 2000", sub egida casei de discuri Media Pro Music. În 15 decembrie 2000 are loc lansarea oficială și la București.
Pe 30 iulie 2001, după concertul de la Festivalul Motocicliștilor de la Sibiu, chitaristul Adrian Igrișan cade de pe motocicletă, fracturându-și piciorul și fiind indisponibil câteva luni. După recuperarea parțială, el concertează în continuare cu piciorul incomplet refăcut, stând pe scaun.

### Kempes pleacă
În mai 2003, vocalistul Ovidiu Ioncu ("Kempes") pleacă în Australia alături de soție (puțini știau la acea dată că este însurat), Adrian Igrișan trecând pe poziția de vocalist principal. 
După 5 ani, pe 5 decembrie 2003 se lansează albumul cu numărul 4, "Spiritus Sanctus", sărbătorit cu un concert cu sala plină la Palatul Copiilor. Albumul pare conceput pentru o comercializare puternică, astfel publicul digera foarte usor noul album, videoclipul piesei "Dacă ploaia s-ar opri" fiind difuzat frecvent pe posturile radio/tv. Albumul va fi lansat la 6 luni de la plecarea lui Kempes, după ce Igrișan reînregistrează toate părțile vocale interpretate de acesta. 
În anul 2005 obțin încă o dată premiul pentru cea mai bună trupă rock la MTV Romanian Music Awards. Tot în același an primesc Discul de Aur pentru vânzările albumului "Spiritus Sanctus".

### După Spiritus Sanctus
În 2007, Cargo lansează albumul "best of", intitulat XXII, ce cuprinde 22 dintre piesele formației, unele reînregistrate cu Adrian Igrișan la voce.
La finalul lui 2010, Alin Achim părăsește Cargo după 13 ani, pentru a forma Desant, o trupă cu muzicieni tineri și cu un sunet foarte heavy. În locul lui vine Mirel Cumpănaș.

### Anii 2010
În anul 2013 apar două piese, "Nu mă lăsa să-mi fie dor" și " A cincea dimensiune".
În anul 2017 apare albumul "Cargo vinyl" ce readuce vechi piese precum "Ziua vrăjitoarelor", "Călare pe motoare", "Clasa muncitoare", "Doi pași" sau "Destin".Albumul fiind dedicat mai mult colecționarilor.
În 2018 pe data de 24 ianuarie piesa " Românie, te strig!" Ce a apărut cu ocazia 'Micii Uniri', în același an trupa va ține un mic recital la preselecția pentru concursul EUROVISION unde va cânta trei piese mai vechi și noua piesă.

### 2021 - Decesul lui Bărar
Pe data de 8 martie 2021, la vârsta de 61 de ani, Adrian Bărar, fondatorul și chitaristul trupei Cargo, a decedat în urma infecției cu Covid-19. În locul lui la chitară este cooptat David Cristian. 
După deces, familia lui Bărar începe o luptă juridică cu membrii trupei pentru veniturile rezultate din activitatea trupei, Adrian Bărar deținând atât marca, cât și drepturile de autor pentru piesele de pe primele albume. 

## Membri
- Adrian Igrișan (voce, chitară)
- Octavian Pilan (baterie)
- Ionuț Cârja (clape)
- Alin Achim (bas)
- David Cristian (chitară)

## Discografie

### Albume
- Ana - 1990 (maxi single)
- Povestiri din gară – 1992
- Destin – 1995
- Colinde și obiceiuri de iarnă – 1996, relansat în 1999 cu corala Teofora
- Ziua Vrăjitoarelor – 1998
- Colinde – 2000
- Spiritus Sanctus – 2003
- XXII – 2007

### Singles și altele
- 1989 – 1989
- Brigadierii – 1989
- Buletin de știri – 1989
- Doi prieteni/Ana – 1990
- Capra/Lui – 1995
- Clasa muncitoare & Batacanda – 1996
- Steaua & Urare/Bucuria Crăciunului – 1997
- Cântecul Paștelui – 1998, video
- Călare pe motoare
- Bagă-ți mințile-n cap – maxi-single – 2000
- Mama (Mother) – 2000, video
- Cargo Box Set – include albumele Povestiri din gară, Destin și Ziua Vrăjitoarelor
- Dacă ploaia s-ar opri – 2003, video
- Nu pot trăi fără tine – 2004, video
- Ca o stea – 2007, video
- Nu mă lăsa să-mi fie dor - 2013, video
- Românie, te strig! - 2018, video
- Cruce-n destin - 2023, video